# Timbal
|  | Per a altres significats, vegeu «Timbal (música llatina)». |

El timbal és un instrument musical de percussió de forma cilíndrica, amb dues membranes, normalment són de cuir, que emet un so indeterminat. L'intèrpret del timbal és el timbaler.
Per l'Institut d'Estudis Catalans, timbal i tabal són sinònims de tambor. El timbal sol fer l'acompanyament rítmic de la gralla a la música de castells, als balls de gegants i altres festes populars. El tabal o tabalet és més petit que el timbal, es pot penjar al coll i fa parella amb la dolçaina, sent ambdós instruments suficients per a amenitzar musicalment qualsevol festa al carrer. També existeix un tambor més petit, el tamborí, que acompanya el flabiol a la música de sardanes.

## Tipus de timbals
En el cas d'acompanyar gralles, hi ha tres tipus de timbals:

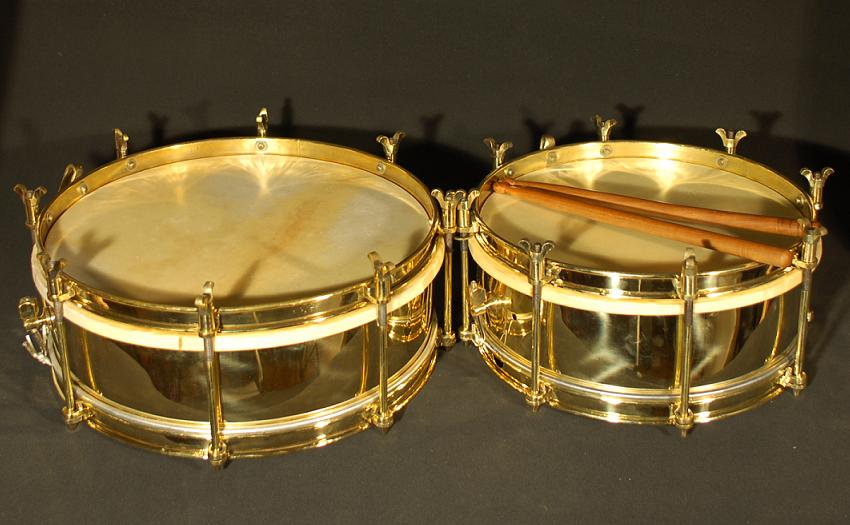
Timbals de gralles de llautó

### Timbal de gralles
Instrument fet de llautó, amb dues membranes (generalment de pell) i de poca profunditat. El seu so es caracteritza per la bordonera (espècie de cordes de guitarra que es fiquen a la membrana inferior i que sonen en tocar la membrana superior). Es tensa mitjançant clavilles.

### Timbal fondo
Instrument fet de fusta d'amplada similar al timbal de gralles però amb molta més profunditat. També consta de dues membranes. S'acostuma a utilitzar en grups de ministrers per emular la música antiga. El so depèn de la fusta i la pell. Es tensa mitjançant cordes.

### Timbal mitjà
Timbal fet de fusta, de petita amplada com els anteriors, però la meitat de profunditat que el timbal fondo. Es tensa mitjançant cordes.